# Field of Dreams
Field of Dreams is een Amerikaanse fantasy speelfilm uit 1989, geregisseerd door Phil Alden Robinson. De film is gebaseerd op de roman Shoeless Joe (1982) van W.P. Kinsella. Het was de laatste bioscoopfilm met Burt Lancaster.
Bij de 62ste Oscaruitreiking in 1990 was de film genomineerd voor beste film, beste bewerkte scenario en beste originele muziek, maar won niets.

## Verhaal
Ray Kinsella is een maïsteler in Iowa. Hij hoort een stem die hem opdraagt om op zijn velden een honkbalterrein in te richten. Het terrein wordt hierop bezocht door de geesten van Shoeless Joe Jackson en de andere Chicago Black Sox, die na een omkoopschandaal in 1919 levenslang uitgesloten waren. De stem blijft echter aanhouden. Kinsella denkt dat de stem het heeft over de schrijver Terence Mann, vervolgens over Archibald Moonlight Graham, die een bijzonder korte honkbalcarrière had in 1905. 

## Rolverdeling
| Acteur           | Personage                        |
| ---------------- | -------------------------------- |
| Kevin Costner    | Ray Kinsella                     |
| Ray Liotta       | Shoeless Joe Jackson             |
| James Earl Jones | Terence Mann                     |
| Burt Lancaster   | Archibald Graham (hoge leeftijd) |
| Frank Whaley     | Archibald Graham (als jongeman)  |
| Amy Madigan      | Annie Kinsella                   |
| Ed Harris        | De Stem (uncredited)             |

## Productie
Het honkbalveld uit de titel werd voor deze film tijdelijk aangelegd op akkers in Dyersville (Iowa). Na afloop werd dit veld een toeristische attractie.

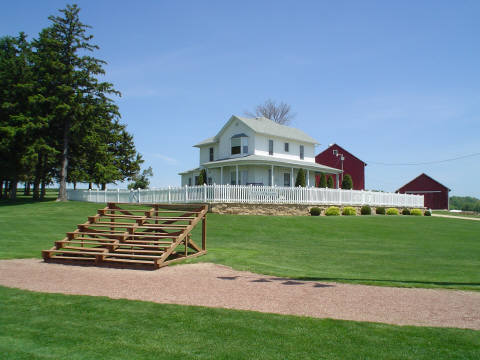
Zitplaatsen in 2004
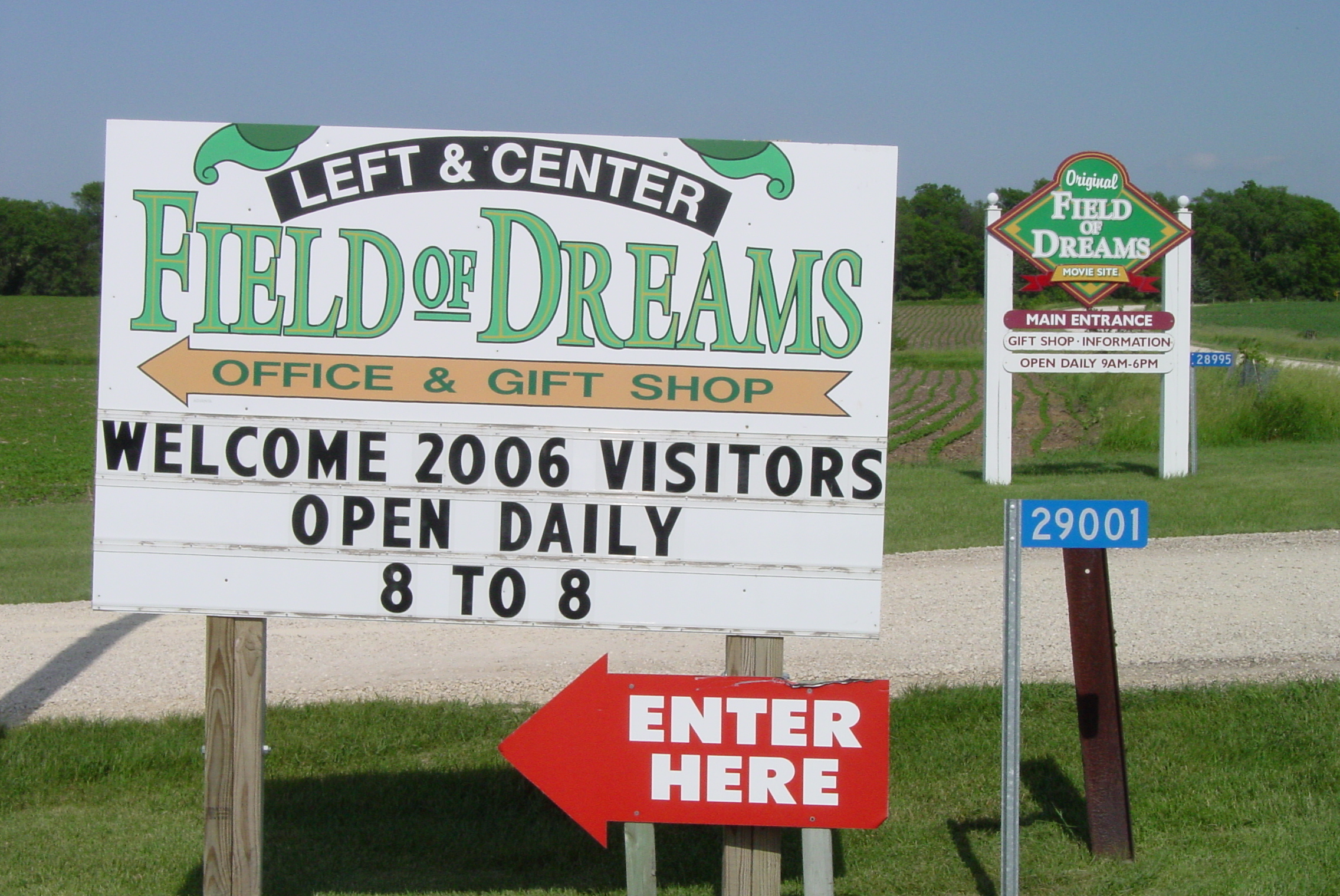
Bord in 2006